# Schlacht von Nikopol (1877)
Zimnicea – 
Nikopol – 1. Schipkapass  –  Elena – 2. Schipkapass – Plewen – Lowetsch – 3. Schipkapass – Zivin – Kızıl Tepe – Aladscha – Gorni-Dubnik – Kars – Taschkesen – 4. Schipkapass – Plowdiw
Die Schlacht von Nikopol war eine der ersten Schlachten des Russisch-Osmanischen Krieges von 1877.

## Vorgeschichte
Unmittelbare Auslöser des Krieges waren die osmanischen Repressionen gegen die Serben und die Bulgaren nach dem Serbisch-Osmanischen Krieg 1876 sowie dem bulgarischen Aprilaufstand von 1877.
Vorausgegangen war der am 26. Juni 1877 erfolgte Donau-Übergang bei Swischtow. Die russische Armee unter Großfürst Nikolai Nikolajewitsch hatte die Donau in der Nähe der Stadt Swischtow mit Ruderbooten und Prahmen überquert. Nach dem Fall von Swischtow schwenkte der Angriff westwärts auf das 50 km entfernte Nikopol.

## Verlauf
Mit Befehl vom 9. Juli wurde der Masse des russischen IX. Armeekorps unter Generalleutnant Baron Nikolai von Krüdener der Marsch nach Westen zur Einnahme der Festung Nikopol übertragen.
Für diese Aufgabe wurden bereitgestellt:
- 5. Infanterie-Division (Generalleutnant  von Schilder-Schuldner)
- 31. Infanterie-Division (General Weljaminow)
- 9. Kavallerie-Division (Generalmajor Loskarew)
- Kaukasus-Kosaken-Brigade (Oberst Tutolmin),
- die Kaukasus-Kosaken-Brigade,
- sowie 2 Sotnien des 34. Kosaken-Regimentes mit zusammen etwa 18 Bataillone, 23 Eskadronen und 92 Geschütze mit etwa 20.000 Mann unterstellt.

Am 11. Juli wurde die 9. Kavallerie-Division (9. Uhlanen- und 9. Kosaken-Regimeut, 2. Kosaken-Batterie) südwärts gegen die Vid-Linie abgedreht um in Richtung auf Plewna aufzuklären, während Krüdener mit den beiden Infanterie-Divisionen weiter gegen Nikopol vorging.
Am 15. Juli morgens wurde das Bombardement gegen die Festung eingeleitet und von Hassan Hairi Pascha, dem Befehlshaber der türkischen Garnison, mit etwa 8500 Mann und 113 Festungs-Geschütze nur mäßig erwidert. Am linken Osma-Ufer, auf den Höhen zwischen der Osma und dem Vid, befanden sich die türkischen Truppen mit dem Schwerpunkt bei Gradesti. Die russische Artillerie wurde von verbündeten rumänischen Batterien aus Turnu Măgurele (Flamanda) unterstützt, welche bereits am 25. Juni mit einer sporadischen Beschießung begonnen hatten. Am rechten Flügel von Belinaturska her, griff die Kolonne Krüdener, am linken Flügel General Loskarew mit dem 20. Infanterie-Regiment von Vubla her gegen die Festung an. Bei Debowa konzentrierte sich dazwischen die Kolonne des Generals Schilder-Schuldner mit der 1. Brigade der 5. Infanterie-Division zum Hauptangriff. Die russischen Angriffe nordwärts zwischen der Osma und dem Vid konnten sich der Übergänge über die Osma versichern und die türkische Verteidigung am linken Ufer dieses Flusses in die Festung hineindrängen. Es folgten mehrere russische Sturmangriffe. Am Abend erreichte die Kolonne von General Weljaminow (31. Infanteriedivision) die östlichen Redouten von Nikopol und begann diese auch zu umzingeln.
Bei Anbruch des folgenden Tages (16. Juli), als die russischen Truppen bereits zum Sturm  angesetzt hatten hissten die Verteidiger auf den Wällen der Festung die weiße Fahne.
Der in Krüdeners Hauptquartier entsandte türkische Parlamentär beharrte anfangs auf die Gewährung des freien Abzuges für die Garnison, musste aber bald die russische Forderung der bedingungslosen Übergabe akzeptieren. Um 5 Uhr Nachmittag streckte die Besatzung vor dem Osttor die Waffen und marschierte in Kriegsgefangenschaft. Generalmajor Arkadi Dmitrijewitsch Stolypin (1821–1899) wurde zum Befehlshaber der Festung Nikopol ernannt.

## Folgen
Die osmanische Garnison von Nikopol hatte zu spät Verstärkung aus der Festung Baba Wida in Widin angefordert. Dieser Entsatz war von Osman Pascha schon mehrmals dem Oberkommando in Istanbul vorgeschlagen worden, da sich die Widin-Armee an der Grenze zu Serbien ohnehin mit 30.000 Mann in einer isolierten Position befand. Als dieses Vorhaben endlich am 11. Juli genehmigt wurde, war es schon zu spät, um noch rechtzeitig vor dem Fall der Stadt eintreffen zu können. In Widin blieb unter dem Kommando von Mehmed Izzet Pascha eine Besatzung von 13 Bataillonen zurück, während Osman Pascha mit der Hauptmacht in die nahe gelegene Stadt Plewen abrückte. Es folgte die Belagerung von Plewen.